# Isolepis cyperoides
Isolepis cyperoides är en halvgräsart som beskrevs av Robert Brown. Isolepis cyperoides ingår i släktet borstsävssläktet, och familjen halvgräs. Inga underarter finns listade i Catalogue of Life.